# 香港の警察
香港警務処（ホンコンけいむしょ、英語: Hong Kong Police Force）は、イギリス植民地政府の香港政庁及び現在の香港特別行政区政府が設置した警察。香港特別行政区政府保安局の管轄下の「香港警務処」が香港警察を統括している。警務処処長は主要高官の一人で、香港特別行政区行政長官の指名に基づき中華人民共和国国務院が任命する。
香港政庁時代は「皇家香港警察（英語: Royal Hong Kong Police、王立香港警察）」と呼ばれていた。これは後述の功績によるものである。
香港警察の一部署である「公共関係部」（旧称 : 警察公共関係科）は香港で制作される映画の多くのスペシャルサンクス（中文 : 鳴謝、日本語 : 協力）に名を連ね、香港の文化振興に貢献している一面もある。映画で警察のシーンが出てきたら必ずといっていいほどエンドロールにはこの名前が出てくる。
香港には日本のような交番は無く、警察署本署が各大地区に1つの割合であるのみで、交番の数を考えれば、庁舎数は日本に比べて格段に少ない。また、街中のパトロールは、以前1人で回っていた時代に殉職者を出したことをきっかけに、原則2人1組で行っている。
また香港では警察署とは言わず、「察」という文字を抜かして「警署」という。

## 歴史
1841年1月にイギリス海軍が香港に上陸し、代表のチャールズ・エリオットが香港を統治する旨を布告した。そして、Chief Magistrateにウィリアム・ケインが、Captain Superintendent of Policeにチャールズ・メイが就き香港の警察が始動した。
香港警察はロンドン警視庁の成立に次いで2番目の現代警察機関であり、アジア初の現代警察機関である。中国初の近代的な警察機構とされる上海共同租界工部局警務処は香港警察が上海共同租界に出向して設立されたものである。
初期の警察の任務は治安の維持だけでなく戸籍事務・出入国管理・消防・郵便など広範囲に及んだ。
当時の香港は治安が悪かったので香港住民だけでなくイギリス帝国各地から警察官を応募した。警察官の制帽は出身地別に分かれており、インド系はターバン、香港人警察官は竹製の笠を被っていた。
第二次世界大戦後からは女性警察官の採用も始まった。
1967年に発生した香港暴動では香港警察の総力を挙げて鎮圧に努め、催涙ガスと盾を駆使したケトリング（包囲）などの暴動対応を世界で最初に使用してこれはイギリスの警察にも逆輸入された。この功績によりエリザベス2世女王から「Royal（皇家　つまり“王立”）」を冠する栄誉を賜り、1997年6月30日まで「皇家香港警察（英語: Royal Hong Kong Police）」と称することになった。
かつての香港の警察官は黒社会と癒着して三合会との繋がり（zh:香港警察與三合會關係）で悪名高く、このことから「黒警」（黑警）という言葉も生まれた。当初は警察内に監察官を設けていたが一向に成果が上がらなかった。そのために香港政庁は1974年に廉政公署（監察部門）を設置、警察とは独立して汚職取締を行う改革を行い、アジア最高水準の警察機関と評されるようになった。
年々、香港人系の警察官は増加していったが上級幹部はイギリス人が占めていた。1984年に香港返還を明記した英中共同声明が発表されると非香港人系の警察官の退職者が増え、空いた役職に香港人系が入るようになった。そして1989年には李君夏が史上初の香港人警察長官として就任した。
2001年から2006年にかけての徐歩高事件は香港警察史上最悪の不祥事とされ、犯行に及んだ徐歩高は優秀な警官だったことから「魔警」と呼ばれて香港社会に衝撃を与えた。この事件を受けてパトロールを行う巡邏小隊の見直しがされた。
2012年にはアジアで初めて警察向けウェアラブルカメラであるボディカメラを導入してプライバシーの問題を懸念する声があがった。
2014年香港反政府デモでは、平和的な抗議活動に対して過剰な実力行使を行ったとして強権的な姿勢の警察長官の曽偉雄らが批判された。
2019年香港民主化デモにおいても、デモ隊の弾圧を主導したルパート・ドーヴァー警視らイギリス人上級幹部が過度な暴力を振るっているとして非難された。デモが長期化し、一部のデモ隊が過激化するにつれ、警察の鎮圧もエスカレートしており、私有地内に逃げ込んだデモ参加者を捕らえるために、管理者の許可や制止を無視してマンション敷地内やショッピングモール、大学構内に強行突入して催涙弾を発射したり、負傷したデモ参加者を超級電脳で医療情報から救急先まで特定して逮捕し、デモ隊の若者に実弾の発砲も辞さない態度や、その一方で親中派によるデモ支持者への犯罪に対する甘い取り締まり態度、特に元朗駅で起きたデモ参加者に対する三合会の襲撃を黙認する対応で、「黒警」と再び揶揄されるなど市民は警察への不信感を募らせた。また、アムネスティ・インターナショナルはデモ参加者に拷問に等しい人権侵害を行っていると報告した。デモが激化して以降、覆面禁止法によってデモ参加者がマスクや仮面で顔を隠す事が禁止された一方、デモ鎮圧にあたる警官の中には識別番号を身につけず、ガスマスクやフェイスマスクなどで顔を覆い隠し個人の特定を困難にしている者が多く見られるようになっている。デモ参加者が警察官の制服に掲示してある個人識別番号をデータベースに照会したところ、明らかに別人の女性警察官が検索結果に表示されるなど不可解な例が確認された他、北京語で会話をする警察官が目撃されたことなどから、中国人民武装警察部隊が香港警察を装っている疑惑や、中国本土から移住してきて警察に採用された「中国に愛国心を持つ」中国人警官がデモ隊に対して過剰な暴力を振るっているという推測もある。さらにハッキングによってデモ参加者のSNSを検閲して顔認識を行う人工知能（AI）の技術で市民も監視している疑惑も報じられた。
香港警察の取り締まりに対して中国政府は一貫して支持しており、2014年のデモを取り締まった当時の曽長官は後に中国公安部幹部に「栄転」しており、2019年に散弾銃をデモ隊に向けて有名になった警察官の劉澤基を国慶節の際は北京の軍事パレードに主賓の一人として招いた。

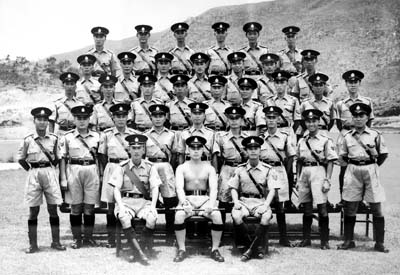
香港の警察官。1954年。
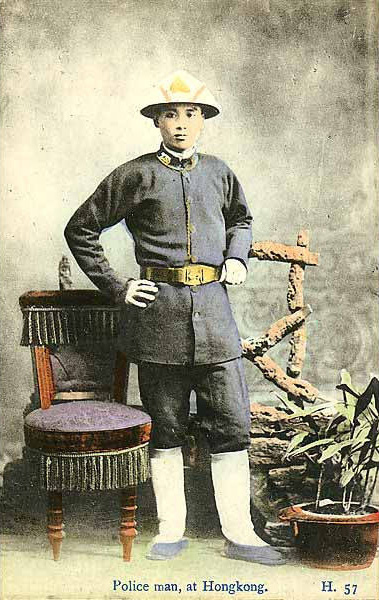
香港人系の警察官(20世紀初頭)。

## 組織

### 高級幹部
香港警務処は「処長」が指揮する。処長の補佐役として「副処長」を置く。当初は作戦担当、管理担当の2名体制だったが、2020年の香港国家安全維持法施行に伴い、新たに国家安全担当の副処長が設置され3名になった。作戦担当の副処長は犯罪捜査などの作戦上の全ての事案を監督し、管理担当の副処長は人事・訓練・管理部門などの組織管理上の指示・調整を行う。

### 内部部局
香港警務処の本部（管理部門）は甲乙丙丁戊の5部門に分かれている。

#### 甲部門（行動処）
警察の作戦上の案件は「行動処」で調整されている。陸上での作戦活動と支援活動は地域別に6総区に分割されている（水警総区も島嶼部の陸上を管轄している）。一方、海上の案件はすべて水上警察の管轄として、水警総区の下に組織されている。陸上の各総区には2部（「行動部」、「支援部」）と交通部（これは行動部に属する）が置かれる。「行動処」では政策の立案と履行、活動内容と人員・資源の効率的配置の監視を行っている。「行動部」ではテロ対策、域内治安、不法移民対策、爆発物処理、自然災害時の非常事態対応計画について調整する。また警察犬部隊が置かれる。

##### 行動部
行動部（Operations Wing）は「行動課」（Operations Bureau）、「警察機動部隊」（Police Tactical Unit）、「爆炸品處理組」（Explosive Ordnance Disposal Bureau、爆発物処理班）、「重大事故科」（Major Incidents Bureau）の4部門で構成される。
- 行動課 : 主に作戦上の事案に関する活動を行っており、その業務は警察指令の制定・公布、国境警備、人民解放軍駐香港部隊との連絡調整などである。
  - 「行動組」（英: Operations Division）: 「反恐特勤隊」(テロ対策部隊)を置く。
  - 「重點及搜查組」（重点捜査グループ）: 警犬隊（警察犬部隊）を置く。
  - 第四代指揮及控制通訊系統特別職務隊（第四世代指揮統制通信システム特別任務隊）

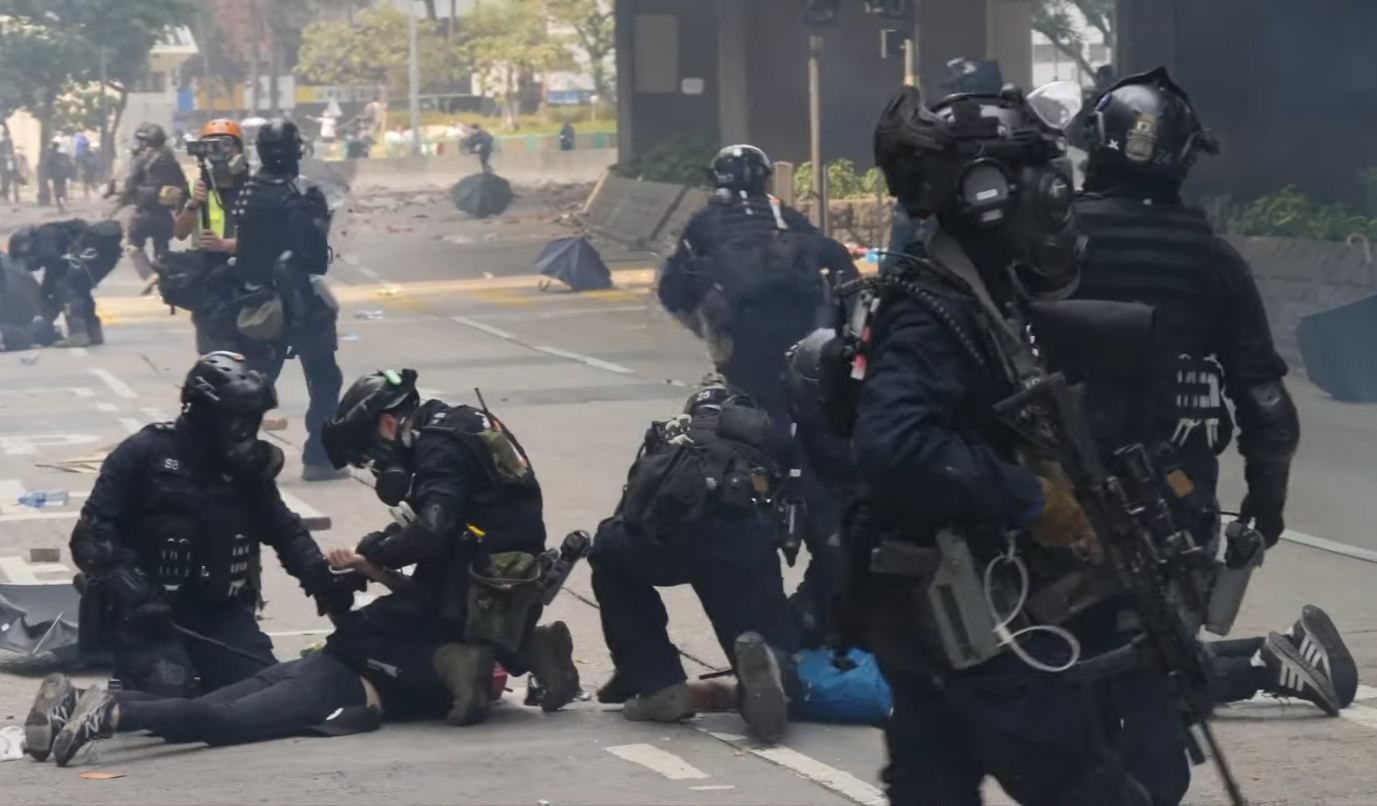
警察機動部隊の警察官

- 警察機動部隊（英: Police Tactical Unit）: 緊急時の即応予備兵力として設置されている常設部隊である。各陸上総区に「警察機動部隊大隊」が配備される。香港全土における治安維持、雑踏整理、防犯作戦、災害対応、暴徒鎮圧に活用される。警察機動部隊は制服の青いベレー帽にちなんで、しばしば香港の現地人から「藍帽子」という通称で呼ばれる。
  - 特別任務連（英: Special Duties Unit、通称「飛虎隊」あるいは「Flying Tigers」）
  - 特殊戦術小隊（英: Special Tactical Squad、通称「速龍隊」あるいは「Raptors」）
- 爆炸品處理組（英: Explosive Ordnance Disposal Bureau、爆発物処理班）: 行動部直属の特別独立部隊。主な任務は香港における違法火薬製品（小口径弾薬は除く）及びCBRNE類の取り締まりと、陸上および水中における爆発物処理作業である。また違法花火、手製爆弾、第二次世界大戦の不発弾の処理も担当する。
- 重大事故科 : 重大な事故、緊急事態、大規模な公共イベント、対テロ情勢に対応するための警察の戦略と政策の調整、および能力審査業務を担当する。
  - 「反恐怖活動及內部保安組」（テロ対策および域内治安グループ）
  - 演練及審核組（訓練・検討チーム）
  - 大型活動策劃組（大規模イベント計画チーム）
  - 警察公眾聯絡組（警察広報連絡チーム）

##### 支援部
支援部（Support Wing）は支援関係の事柄のスタッフ活動を行っている。その任務は、正規警察隊および香港輔助警察隊の双方に対する運用方針の策定や、装備の改良などである。また、各種の免許業務も担当している。全てのパブリック・リレーションズ活動を調整する。「支援科」、「交通総部」の2部門で構成される。

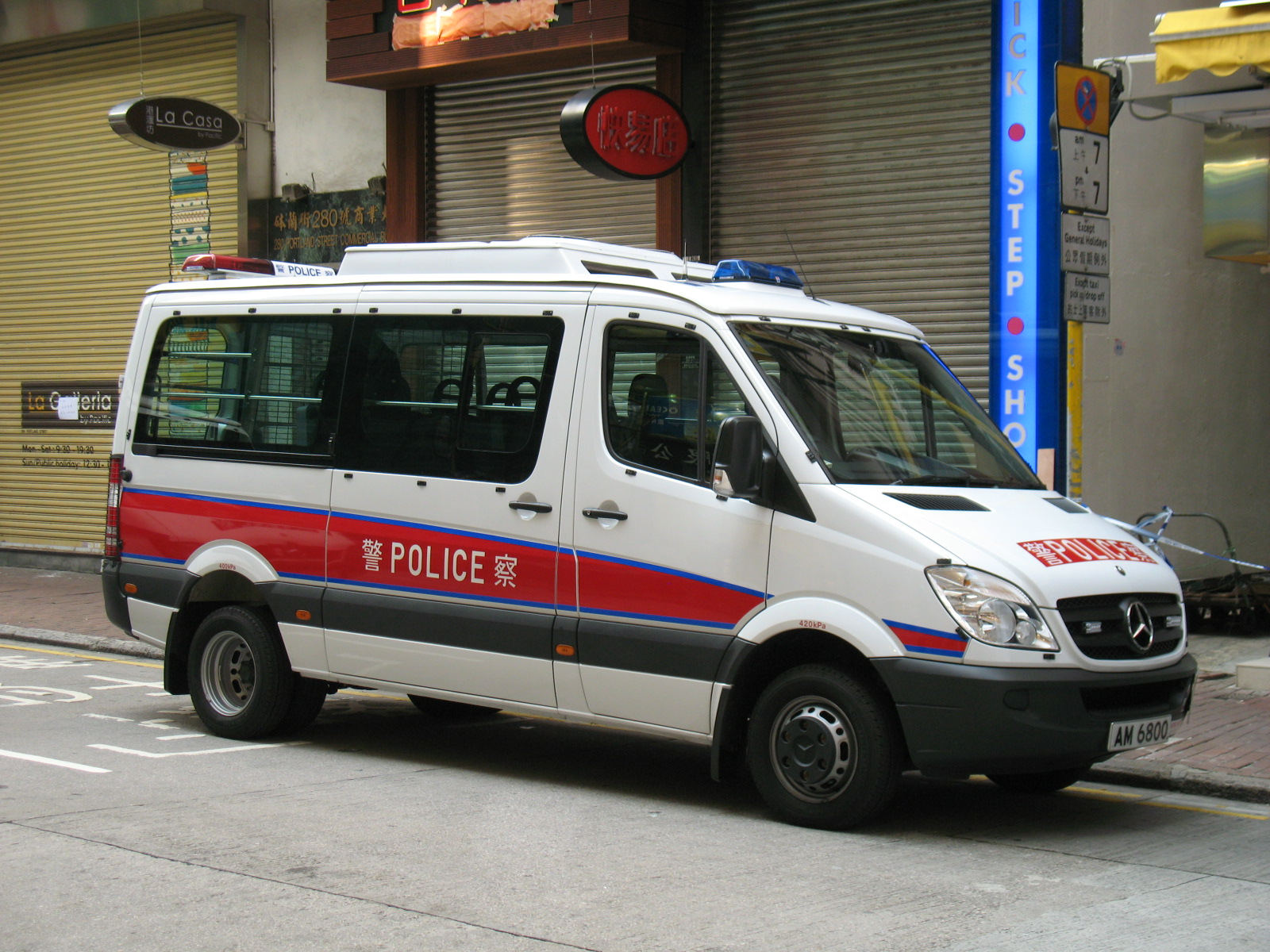
香港で最も一般的な警察車両の一つであるメルセデス・ベンツ・スプリンターのパトカー

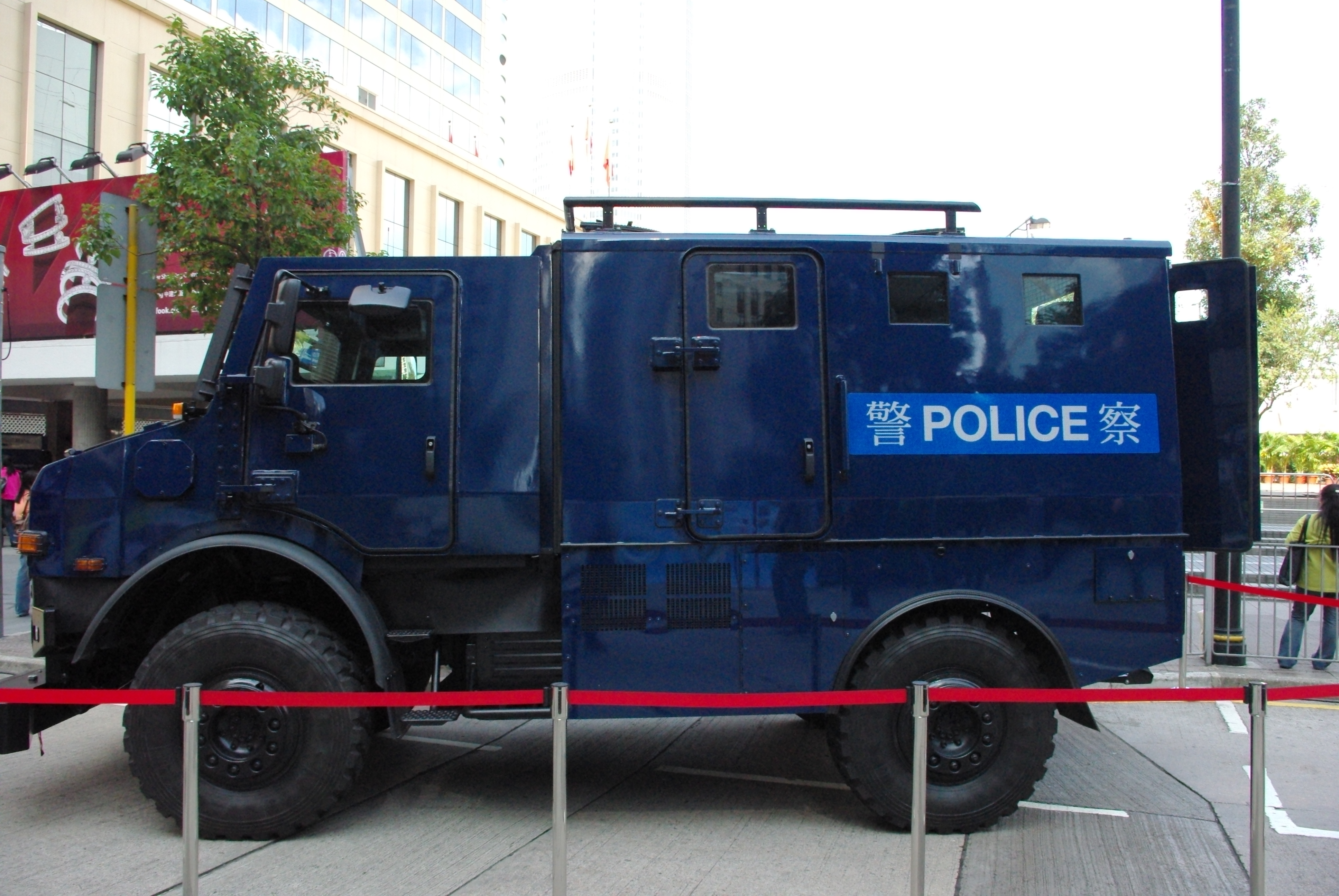
警察機動部隊のウニモグ U5000 装甲車。

- 交通総部 : 交通に関係する優先事項、政策、処分などを決定し、それらの実施、および効果の検証を行う。交通総部では交通関係の出頭指示や反則切符など、交通関係の全ての訴追手続を処理している。また交通法制の変化などの交通関係データを収集・蓄積している。交通総部の幹部は交通管理について助言し、交通パターンや新規の大型開発計画についての調査を行う。また、道路安全計画・交通安全計画・交通管理計画について計画・監視・調整・評価を行う。また、交通規制の執行や駐車違反の取締りについて警察を補助する「交通督導員隊」（交通指導員隊）を管理する。交通総部の下には「交通管理科」、「中央交通違例検控科」、「行政科」の3科が置かれる。

- 支援科
  - 策劃行動課 : 銃器、装備、制服、運用手順に関係する政策問題を調整する。近年の実績には、全警察部隊にトウガラシスプレーを配備したほか、新型の伸縮式警棒を導入した事などがある。また警察活動において生ずる数多くの問題に対する技術的な解決策を開発し、現在は帽子・靴・その他の装身具なども含む警察制服の見直しを行っている。
  - 総務課 : 警察署の作業手順に関係する政策問題、警察本部庁舎の警備・管理、その他広範囲な事務を取り扱う。近年では、警察署業務の能率化、警察署や施設の再配置計画の調整、警察本部庁舎再開発計画において必要になった警察本部庁舎の新しい駐車規則の策定、警察と選挙管理委員会の調整などの分野で主要な役割を果たした。
  - 運輸課 : 約2400台の警察車両と運転要員の管理と配置、および新しい車両の調達を担当する。また警察の輸送部門に関する政策問題も取扱う。
  - 警隊資料及公開資料統籌組（警察資料および公開資料調整グループ）: 警察への情報公開請求への対応、個人情報（プライバシー）条例と情報公開条例の規定に即した処理を保証する。
  - 警察牌照課（警察免許課）: 多くの免許事項・許可事項に関する許認可官庁としての事務を取り扱う。

##### 公共関係部
旧称「警察公共関係科」。地域関係およびメディア関係を通じて警察イメージの向上を計画し、治安に対する市民の信頼を維持する活動を行う。
- 社區關係課（地域関係科）
- 新聞及宣傳課（広報及び宣伝課）
- 媒體聯絡及傳訊課（メデイア対応及びコミュニケーション課）

#### 乙部門（刑事及保安処）

##### 刑事部
總部科、刑事支援科のほか、次の7科がある。
- 商業罪案調查科（英: Commercial Crime Bureau、商業犯罪調査課）: 重大で複雑な商業詐欺、コンピュータ犯罪、通貨偽造、クレジットカード偽造、その他有価証券偽造、および旅券・身分証明書偽造を担当する。

- 毒品調查科（英: Narcotics Bureau、薬物調査課）: 危険薬物の輸入・製造・頒布を監視し、香港特別行政区内で活動する犯罪人を直接取締ると共に、中国本土および諸外国の当局と密接に連携して、香港につながる麻薬シンジケートの活動を抑制している。

- 刑事紀錄科（英: Criminal Records Bureau、刑事記録課）: 香港特別行政区内の全ての犯罪記録を保管し、有罪が確定した犯罪、指名手配人、容疑者、失踪者、盗難物品、盗難車両などについて様々な資料を管理する。

- 有組織罪案及三合會調查科（英: Organised Crime and Triad Bureau、組織犯罪および三合会調査課）: 複雑な組織犯罪や三合会による重大な犯罪を捜査する。様々な情報源や専門家を集約して、複雑化・組織化したマネーロンダリングなどの犯罪活動を取締る。薬物以外の犯罪による不法資産を特定し、凍結し、没収する。中国本国および外国の法執行機関と連携し、情報交換している。

- 刑事情報科（英: Criminal Intelligence Bureau、刑事情報課）: 犯罪活動・犯罪社会・組織犯罪・重大犯罪に関する情報を蓄積し、それらに関する調査を行い、犯罪組織に対して、情報に立脚した作戦を展開し、主に「組織犯罪および三合会調査課」及び各総区の刑事部門の業務に資する戦略・戦術情報を提供する。また、誘拐事件およびテロ事件においても重要な役割を担う。

- 軍械法證科（英: Forensic Firearms Examination Bureau、銃器鑑識課）は、香港特別行政区で唯一の武器・弾薬に関する鑑識機関である。このほか、香港警務処の防弾ベストの試験や、武器・弾薬の試験といった、犯罪捜査以外の案件も扱っている。銃器が関係した事件において、凶器となった銃器が見つかっていない場合、発砲された弾薬を既に発見されている全ての銃器と照合したり、他の犯罪で使用された弾丸とも照合し、事件の関連性などを探る。

鑑證科（英: Identification Bureau、鑑識課）は指紋および写真に関係する全ての事項を取り扱う。犯罪現場における指紋の検出と照合を行い、法廷に専門的な証拠を提供する。

##### 保安部
保安部は要人警護、証人保護、テロ対策、警察交渉幹部、保安活動の調整などの警備関係の事項を担当する。

#### 丙部門（人事及訓練処）
人事部、香港警察学校、香港警察音楽隊がある。

#### 丁部門（監管処）
通信機器、情報技術、業務用システム、成果管理、調査研究、不服申立て、苦情相談、内部監察を取り扱う。

#### 戊部門（財務、政務及策画処）
財務、政策企画を取り扱う。

### 現場部門
日々の警察活動に当たる部門（作戦部門）は、部隊を地域別に6総区に分けて編成している。
- 港島総区
- 東九龍総区
- 西九龍総区
- 新界北総区
- 新界南総区
  - 空港警区
    - 空港特警組
- 水警総区

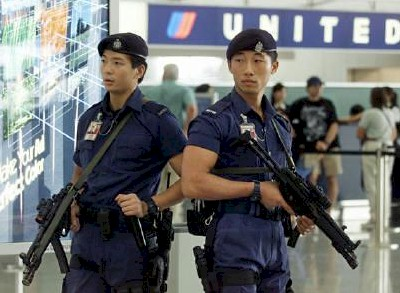
空港特警組の警察官。
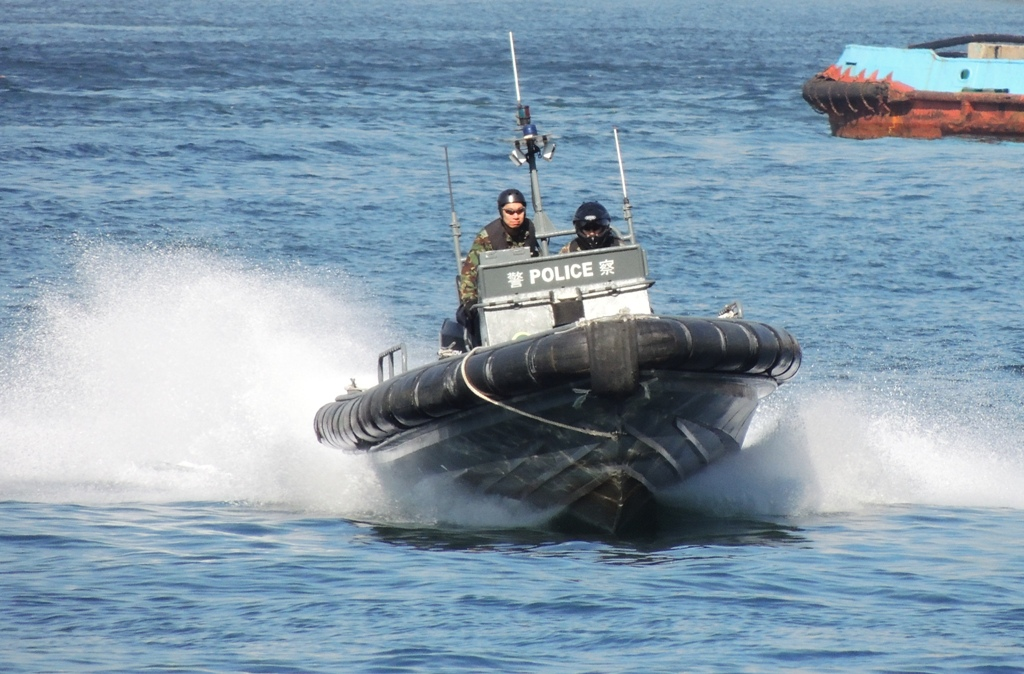
水警総区のボート。

日々の作戦上および管理上の事案については、各総区に大幅な自治権が与えられており、各総区にそれぞれ「総部」（本部）が置かれる。各総部には管理部門・作戦部門と、「衝鋒隊」（英: Emergency Units、緊急展開部隊）、交通・犯罪捜査隊が置かれている。各総区は「区」（District）および「分区」（英: Division）に細分され、更に分区の下に「小型分区」（英: Sub-division）が置かれる場合がある。現在、区は23個ある。これら「総区」、「区」、「分区」、「小型分区」を総称して「警区」と呼ぶ。香港島、九龍および新界の主要な街については、類似した組織構成となっている。
多くの警区にまたがって走行する香港MTRにおける法秩序の維持に関しては、鐵路警区（英: Railway District、鉄道管区）が担当している（組織としては東九龍総区に所属）。また新界南総区の機場警区（空港管区）には、香港国際空港を警備する「機場特警組」（空港特別警備隊）を置く。

## 装備
植民地時代よりS&W M10やH&K MP5、ウニモグ装甲車など欧米水準の装備を供給されており、2000年代~2010年代にはSIG P250やMPXなどに置換されつつあった。
民主化デモ以降は「高度な自治」が失われたという理由で欧米諸国より装備の供給を停止されており、2020年代以降は中国製装備品の導入が相次ぎ、既存の主力装備の後継としてCF98-A(拳銃)、CS/LS7(短機関銃)、セイバートゥース装甲車（中国公安部をはじめとして中国国内で広く使用されている警察用装甲車の香港仕様）などが導入された。
また、その他にも催涙ガス弾、儀仗銃(95-1式自動歩槍や191型5.8mm自動歩槍)、対テロ特殊部隊などの戦闘服および小型放水車など、中国製装備の比率が徐々に大きくなっている。

## 階級
※太字は「首長級」となった階級。
1. 処長
2. 副処長
3. 高級助理処長
4. 助理処長
5. 総警司
6. 高級警司
7. 警司
8. 総督察
9. 高級督察
10. 督察
11. 見習督察
12. 警署警長
13. 警長
14. 高級警員
15. 警員